# 謝菲爾德 (麻薩諸塞州)
謝菲爾德（英語：Sheffield）是一個位於美國麻薩諸塞州伯克夏縣的鎮。

## 人口
根據2020年美國人口普查的數據，謝菲爾德的面積為125.80平方千米，當中陸地面積為122.90平方千米，而水域面積為2.90平方千米。當地共有人口3327人，而人口密度為每平方千米26人。